# Funisciurus substriatus
Funisciurus substriatus е вид бозайник от семейство Катерицови (Sciuridae).

## Разпространение
Видът е разпространен в Бенин, Буркина Фасо, Гана, Нигер и Того.